# Delirium
Delirium, estado de confusão mental ou síndrome orgânico cerebral aguda (delirium é latim para "estar fora de si") é uma síndrome orgânica caracterizada por um rápido deterioro na atenção, consciência e cognição. O início é rápido variando de algumas horas até poucos dias. Geralmente o paciente em delirium apresenta sonolência diurna e agitação noturna, causando prejuízos a seu ciclo de sono e vigília. Foi descrito por Hipócrates por volta de 460-366 a.C., sendo um dos primeiros transtornos neurológicos conhecidos.
Não confundir com delírio, um transtorno psicótico crônico, caracterizado por crenças irredutíveis apesar de evidências contrárias.

## Causas
O delirium é causado pelo comprometimento transitório da atividade cerebral por uma doença grave com perda da homeostase (equilíbrio necessário para o bom funcionamento do organismo) do cérebro e da desorganização da atividade neural. A própria internação hospitalária predispõe ao estado confusional. 
Em pessoas predispostas pode ser desencadeado por:
- Infecção grave (como pneumonia ou infecção urinária);
- Desnutrição ou desidratação;
- Alterações no equilíbrio metabólico;
- Efeito colateral de medicamentos;
- Pós-cirúrgico;
- Intoxicação ou abstinência de droga;
- Acidente vascular cerebral.

Quando é associado ao alcoolismo é chamado de delirium tremens.

### Fatores de risco
Os fatores predisponentes mais importantes são:
- Idade maior a 65 anos
- Sexo masculino
- Comprometimento cognitivo ou demência
- Doenças crônicas (como insuficiência cardíaca, câncer ou diabetes)
- Transtorno psiquiátrico (especialmente insônia e depressão)
- Insuficiência sensorial (visão ou audição)
- Dependência funcional (requerer assistência para autocuidado ou mobilidade)
- Desidratação / desnutrição
- Drogas e dependência de drogas
- Dependência de álcool

## Sinais e sintomas
Os principais sintomas são:
- Alterações da consciência e da atenção;
- Déficits cognitivos específicos (desorientação temporoespacial, comprometimento da memória, do pensamento e do juízo);
- Alterações da sensopercepção (distorções ou ilusões visuais, auditivas etc.);
- Perturbações da psicomotricidade (letargia, movimentos desorganizados);
- Distúrbios do comportamento e do humor (apatia, irritabilidade, ansiedade ou euforia);
- Inversão do ciclo de sono-vigília (sonolência de dia, insônia à noite).

É comum que a pessoa com delirium tenha uma fala desconexa ou pouco coerente, gemidos de dor e pouca lucidez. Em um delirium mais longo é comum ocorrerem variações na intensidade dos sintomas e períodos de maior e menor lucidez.

### Tipos
De acordo com os sintomas pode ser classificado como:
- Delirium hiperativo: Facilmente reconhecido, é caracterizado por inquietude, ansiedade, mudanças rápidas de humor, alucinações e recusa em cooperar com os cuidados.
- Delirium hipoativo: Com atividade motora reduzida, lentidão e sonolência. Parece estar atordoado.
- Delirium misto: Alternando entre o estado hiperativo e hipoativo.

## Prevalência

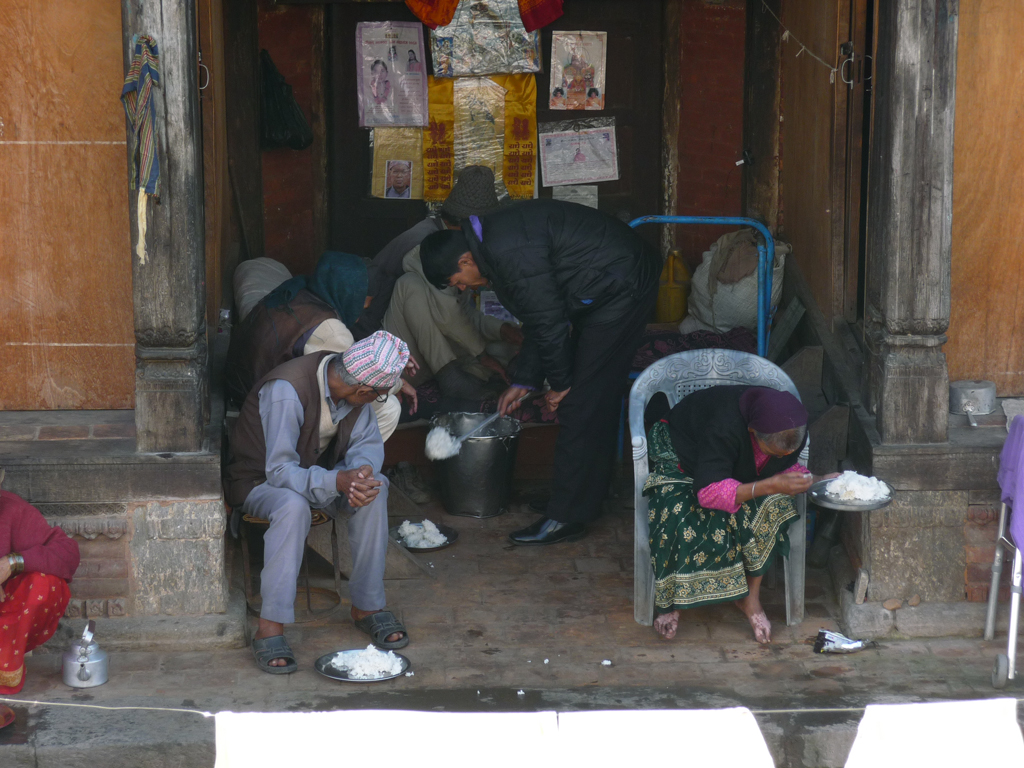
Delirium é um sintoma comum de uma variedade de anormalidades neuroquímicas, sendo muito mais comum em idosos, em viciados em drogas e em portadores de doenças neurológicas ou infecciosas.

Estima-se que nas práticas clínica e cirúrgica, o diagnóstico correto de delirium só é feito em cerca de 30% a 50% dos pacientes, portanto é difícil avaliar a real prevalência do delirium.
Dentre os idosos admitidos em serviços de emergência, estima-se que cerca de 25% a 60% apresentem delirium em algum momento. Sendo assim, trata-se de um dos sintomas mais comuns em idosos hospitalizados.
Está associado à maior taxa de morbimortalidade, mais sinais de deterioração física, mais complicações pós-cirúrgicas, maiores taxas de admissão em Unidade de Terapia Intensiva (UTI), maior tempo de permanência hospitalar e maiores índices de institucionalização após a alta.
Em um estudo com 325 idosos na UTI de um hospital, 44% dos que tiveram delirium eventualmente foram re-institucionalizados, 10% dos que tiveram sintomas de delirium e nenhum entre os que não apresentaram sintomas.
Portanto, esse diagnóstico não deveria ser subestimado. Trata-se de um importante preditor de complicações, fundamental para formular um prognóstico adequado.

## Diagnóstico
São critérios diagnósticos para delirium, segundo DSM-IV:
1. Perturbação da consciência (isto é, redução da clareza da consciência em relação ao ambiente), com redução da capacidade de direcionar, focalizar, manter ou deslocar a atenção.
2. Uma alteração na cognição (tal como déficit de memória, desorientação, perturbação da linguagem) ou desenvolvimento de perturbação da percepção que não é mais bem explicada por demência preexistente, estabelecida ou em evolução.
3. A perturbação desenvolve-se ao longo de curto período de tempo (em geral de horas a dias), com tendência a flutuações no decorrer do dia.
4. Que existam evidências, a partir da história, exame físico ou achados laboratoriais, de que a perturbação é causada por conseqüências fisiológicas diretas de condição médica geral.

Nota para a codificação: se o delirium está associado a uma demência preexistente do tipo Alzheimer ou Demência vascular, deve-se codificar o delirium apenas como subtipo apropriado de demência. Por exemplo: 290.3 demência do tipo Alzheimer, com início tardio e delirium.
Nota para a codificação: incluir o nome da condição médica geral no eixo I (Transtornos psiquiátricos clínicos), por exemplo 293.0 delirium devido à encefalopatia hepática; codificar também a condição médica geral no eixo III (Condições médicas agudas ou doenças físicas).

### Classificação pelo CID-10
São critérios diagnósticos para delirium, segundo a CID-10:
1. Comprometimento da consciência e atenção (em continuum de obnubilação ao coma; capacidade reduzida para dirigir, focar, sustentar e mudar a atenção).
2. Perturbação global da cognição (distorções perceptivas, ilusões e alucinações mais freqüentemente visuais; comprometimento do pensamento abstrato e compreensão, com ou sem delírios transitórios, mas tipicamente com algum grau de incoerência, comprometimento das memórias imediata e recente, mas com a memória remota relativamente intacta; desorientação temporal, assim como, em casos mais graves, espacial e pessoal);
3. Perturbações psicomotoras (hipo ou hiperatividade e mudanças imprevisíveis de uma para outra; tempo de reação aumentado; aumento ou diminuição do fluxo da fala; intensificação da reação de susto);
4. Perturbação do ciclo sono-vigília (insônia ou, em casos graves, perda total do sono ou reversão do ciclo sono-vigília; sonolência diurna; piora noturna dos sintomas; sonhos perturbadores ou pesadelos, os quais podem continuar como alucinação após o despertar);
5. Perturbações emocionais, por exemplo depressão, ansiedade ou medo, irritabilidade, euforia, apatia ou perplexidade abismada.
6. O início é usualmente rápido, o curso flutuante ao correr do dia e a duração total da condição menor que seis meses. O quadro clínico é tão característico que o diagnóstico pode ser feito mesmo que a causa subjacente não esteja completamente esclarecida.

Outros nomes pra mesma doença incluem:
- Síndrome cerebral aguda;
- Estado confusional agudo (não-alcoólico);
- Psicose infecciosa aguda;
- Reação orgânica aguda;
- Síndrome psicorgânica aguda.

## Tratamento
O delirium melhora quando a causa foi tratada. Então se foi causado por uma pneumonia bacteriana, a consciência melhora alguns dias depois do tratamento antibiótico ser iniciado. Se foi causado por insônia, melhora após uma boa noite de sono. Se foi causada por uma internação estressante com muitas medicações geralmente melhora com a alta.

## Diferença entre delírio, delirium e delirium tremens
Os termos supracitados se referem a transtornos do pensamento, porém delírio envolvem crenças distorcidas sem prejuízo na inteligência, enquanto delirium envolve distúrbios cognitivos em função de um problema orgânico.
Delírio envolve crenças mal fundamentadas, que a pessoa resiste a qualquer argumentação lógica e que causa sérios prejuízos na vida social do indivíduo. Exemplos: Delírio de grandeza, delírio de perseguição, ciúme patológico...
Delirium se refere a uma confusão mental aguda e importante fator diagnóstico de transtorno orgânico. O exemplo mais comum é um idoso que não conseguir raciocinar adequadamente, sentir-se desorientado em tempo e espaço, lento e apático durante de uma infecção séria com febre e mal estar geral.
Delirium tremens é um tipo de delirium específico da Síndrome de abstinência de álcool ou de medicamentos depressores do sistema nervoso central. Envolve confusão mental, muita ansiedade, euforia, rápidas variações de humor, distúrbios do sono e convulsões.